# 後藤瑞穂
後藤 瑞穂（ごとう みずほ、1968年 - ）は、日本の樹木医。熊本県初の樹木医。東京都出身で熊本県育ち。
診断業務や調査、公園づくりアドバイザーなどの環境事業も展開。その後、天然記念物や貴重な樹木の診断治療を手がけ、最新樹木診断機器ピカスを日本で最初に導入し全国的に業務を行う。平成19年 東京に進出 新事務所「木風 KOFU」開設。現在、国土交通省を始め官公庁からの樹木診断業務を中心に、企業の森林保全修景アドバイス、樹木医式緑地管理、セミナーの開催、講演会講師のほか、熊本日日新聞でのエッセイ連載など執筆業にも携わる。ピカス診断では全国に事業を展開中。

## 経歴
2001年(平成13年)　樹木医合格。熊本県女性第1号の樹木医診断業務や調査、公園づくりアドバイザーなどの環境事業も展開。その後、天然記念物や貴重な樹木の診断治療を手がけ、最新樹木診断機器 ピカスを日本で最初に導入し全国的に業務を行う。
平成19年　東京にて「木風KOFU」開設。 　現在、国土交通省を始め官公庁からの樹木診断業務を中心に、企業の森林保全修景アドバイス、樹木医式緑地管理、セミナーの開催、講演会講師のほか、熊本日日新聞でのエッセイ連載など執筆業にも携わる。 　ピカス診断では全国に事業を展開中。
平成22年　一般の人が参加できる樹木保護のためのNPO法人フォーエバーツリーネットワークを設立し、同 会理事長も勤める。
2011年(平成23年)　熊日出版より初のフォトエッセイ「樹を見る女（ひと）のつぶやき」(ISBN 9784877554026)を出版。第5回全国出版社協議会「ふるさと自費出版大賞」優秀賞受賞。翌年韓国語翻訳出版。
平成26年　株式会社木風に法人化。代表取締役就任。
2020年(令和2年)　東久邇宮国際文化褒賞を受賞。
2020年(令和2年)　放送大学教養学部環境コース卒業。